# Championnat d'Angleterre féminin de football 2018-2019
Navigation
2017-2018 2019-2020
Le Championnat d'Angleterre féminin de football 2018-2019, en anglais FA WSL 2018-2019 est la neuvième saison du Championnat d'Angleterre féminin de football. Chelsea Ladies Football Club, double tenant du titre, tente la passe de trois face à dix autres équipes. 
Arsenal remporte lors de l'avant-dernière journée du championnat son quinzième titre national, le premier depuis sept ans. Le record d'affluence de la WSL est d'ailleurs battu lors de ce match du titre, 5 265 supporters assistant à la victoire des Gunners (4-0 à Brighton).

## Organisation
La fédération anglaise réorganise la compétition pour cette nouvelle saison. L'objectif est d'avoir quatorze équipes pleinement professionnelles en première division. 
Pour ce faire, il n'y a pas de promotion à proprement parler depuis la deuxième division. les quatre équipes qui viennent augmenter la première division ne sont pas qualifiées en fonction de leurs résultats mais en fonction de dossier à compléter pour atteindre le niveau d'exigence demandé par la fédération. Les équipes choisies doivent être annoncées pour le 14 juin 2018. Quinze clubs ont déposé un dossier.
Les premières équipes à recevoir cette nouvelle licence sont Brighton & Hove Albion et West Ham United. Dans le même temps Sunderland Association Football Club Ladies ne candidate pas pour cette licence et abandonne sa place en première division.

## Participantes
| \| Arsenal Man. City Liverpool Everton Chelsea Birmingham City Bristol City Reading Yeovil West Ham Brighton & Hove Albion \| Localisation des clubs engagés dans le championnat. |
| Arsenal Man. City Liverpool Everton Chelsea Birmingham City Bristol City Reading Yeovil West Ham Brighton & Hove Albion                                                           |

| Club                                               | Localisation         | Stade                               | Classement 2018 |
| -------------------------------------------------- | -------------------- | ----------------------------------- | --------------- |
| Arsenal Women Football Club                        | Borehamwood          | Meadow Park                         | 3e              |
| Birmingham City Ladies Football Club               | Solihull             | Damson Park                         | 5e              |
| Bristol City Women's Football Club                 | Bristol              | Stoke Gifford Stadium               | 8e              |
| Chelsea Ladies Football Club                       | Kingston upon Thames | Kingsmeadow                         | 1re             |
| Everton Ladies Football Club                       | Widnes               | Select Security Stadium             | 9e              |
| Manchester City Women's Football Club              | Manchester           | Academy Stadium                     | 2e              |
| Liverpool Ladies Football Club                     | Widnes               | Select Security Stadium             | 6e              |
| Reading Football Club Women                        | High Wycombe         | Adams Park                          | 4e              |
| Yeovil Town Ladies Football Club                   | Yeovil               | Huish Park                          | 10e             |
| Brighton & Hove Albion Women & Girls Football Club | Crawley              | Broadfield Stadium                  | D2              |
| West Ham United Ladies Football Club               | Londres              | Hammers' Rush Green Training Ground | D3              |

## Compétition

### Classement
Le classement est calculé avec le barème de points suivant : une victoire vaut trois points, le match nul un et la défaite zéro.
Les critères utilisés pour départager en cas d'égalité au classement sont les suivants :
1. différence entre les buts marqués et les buts concédés sur la totalité des matchs joués dans le championnat ;
2. plus grand nombre de buts marqués sur la totalité des matchs joués dans le championnat.

| Rang | Équipe                 | Pts | J  | G  | N | P  | Bp | Bc | Diff |
| ---- | ---------------------- | --- | -- | -- | - | -- | -- | -- | ---- |
| 1    | Arsenal                | 54  | 20 | 18 | 0 | 2  | 70 | 13 | +57  |
| 2    | Manchester City CL     | 47  | 20 | 14 | 5 | 1  | 53 | 17 | +36  |
| 3    | Chelsea T              | 42  | 20 | 12 | 6 | 2  | 46 | 14 | +32  |
| 4    | Birmingham City        | 40  | 20 | 13 | 1 | 6  | 29 | 17 | +12  |
| 5    | Reading FCW            | 27  | 20 | 8  | 3 | 9  | 33 | 30 | +3   |
| 6    | Bristol City           | 25  | 20 | 7  | 4 | 9  | 17 | 34 | -17  |
| 7    | West Ham United        | 23  | 20 | 7  | 2 | 11 | 25 | 37 | -12  |
| 8    | Liverpool LFC          | 22  | 20 | 7  | 1 | 12 | 21 | 38 | -17  |
| 9    | Brighton & Hove Albion | 16  | 20 | 4  | 4 | 12 | 16 | 38 | -22  |
| 10   | Everton LFC            | 12  | 20 | 3  | 3 | 14 | 15 | 38 | -23  |
| 11   | Yeovil Town            | -3  | 20 | 2  | 1 | 17 | 11 | 60 | -49  |

| Légende : | Légende : |
| --------- | --- |
|           | Qualifié pour la Ligue des champions 2019-2020 |
|           | Relégué en Women Championship |
|           | T : Tenant du titre C : Vainqueur de la FA Cup 2018-2019 (en) CL : Vainqueur de la FA WSL Cup 2018-2019 (en) Pts points ; G victoires ; N match nuls ; P défaites Bp buts marqués ; Bc buts encaissés ; Diff différence de buts |

### Résultats
| Résultats (▼dom., ►ext.)                                   | ARS | BIR | BHA | BRI | CHE | EVE | LIV | MNC | REA | WES | YEO |
| Arsenal                                                    |     | 3-1 | 4-1 | 4-0 | 1-2 | 2-1 | 5-0 | 1-0 | 6-0 | 4-3 | 3-0 |
| Birmingham City                                            | 0-1 |     | 1-0 | 0-1 | 0-0 | 1-0 | 2-0 | 2-3 | 2-1 | 3-0 | 2-1 |
| Brighton & Hove Albion                                     | 0-4 | 2-1 |     | 0-1 | 0-4 | 0-0 | 0-1 | 0-6 | 2-1 | 0-1 | 2-1 |
| Bristol City                                               | 0-4 | 0-1 | 0-0 |     | 0-0 | 1-0 | 2-1 | 1-1 | 0-1 | 1-2 | 2-1 |
| Chelsea                                                    | 0-5 | 2-3 | 2-0 | 6-0 |     | 3-0 | 1-0 | 0-0 | 1-0 | 1-1 | 5-0 |
| Everton                                                    | 0-4 | 1-3 | 3-3 | 0-2 | 0-0 |     | 2-1 | 0-4 | 3-2 | 1-2 | 0-1 |
| Liverpool                                                  | 1-5 | 0-2 | 0-2 | 5-2 | 0-4 | 3-1 |     | 0-3 | 0-1 | 1-0 | 2-1 |
| Manchester City                                            | 2-0 | 1-0 | 3-0 | 2-2 | 2-2 | 3-1 | 2-1 |     | 1-1 | 7-1 | 2-1 |
| Reading                                                    | 0-3 | 0-1 | 1-0 | 3-0 | 2-3 | 2-1 | 2-2 | 3-4 |     | 1-2 | 4-0 |
| West Ham United                                            | 2-4 | 1-2 | 0-4 | 2-0 | 0-2 | 0-1 | 0-1 | 1-3 | 0-0 |     | 2-1 |
| Yeovil Town                                                | 0-7 | 0-2 | 1-1 | 1-2 | 0-8 | 1-0 | 1-2 | 0-4 | 0-5 | 0-5 |     |
| - Victoire à domicile - Match nul - Victoire à l'extérieur |     |     |     |     |     |     |     |     |     |     |     |

## Parcours européen des clubs
| Club            | Compétition         | Résultat       | Ultime adversaire  |
| --------------- | ------------------- | -------------- | ------------------ |
| Chelsea         | Ligue des champions | Demi-finales   | Olympique lyonnais |
| Manchester City | Ligue des champions | 1/16 de finale | Atlético de Madrid |

## Bilan de la saison
| Championnat d'Angleterre féminin de football 2018-2019              |                                         |
| Champion                                                            | Arsenal Women Football Club (15e titre) |
| Dauphin                                                             | Manchester City Women's Football Club   |
| Coupes et trophées                                                  |                                         |
| Vainqueur de la Coupe d'Angleterre 2018-2019                        | Manchester City Women's Football Club   |
| Vainqueur Coupe de la Ligue anglaise féminine de football 2018-2019 | Manchester City Women's Football Club   |
| Qualifications continentales                                        |                                         |
| Ligue des champions féminine de l'UEFA 2020-2021                    | Arsenal Women Football Club             |
| Ligue des champions féminine de l'UEFA 2020-2021                    | Manchester City Women's Football Club   |
| Promotions et relégations                                           |                                         |
| Promus en Championnat d'Angleterre féminin de football              | Manchester United Women Football Club   |
| Promus en Championnat d'Angleterre féminin de football              | Tottenham Hotspur Ladies Football Club  |
| Relégués en Championnat d'Angleterre féminin de football            | Yeovil Town Ladies Football Club        |